# 香浪节
香浪节（藏语：采薪）是每年夏天中国青藏高原东北甘南藏族自治州的民俗节日。因每年夏天，寺院僧人需外出采集木柴，由此借此机遇边观赏风景，边进行采集，逐渐演变成僧俗一同郊游的节日。当地的藏族群众还有另外一种起源的说法：此节日是对草原祖先的一种追忆，以此来表达对草原深深的眷恋。
香浪节有各种各样的活动：赛马、赛蚝牛、大象拔河、射箭等活动。